# Röda Stapo
Röda Stapo (finska: Punainen Valpo) är en benämning på den finländska Statspolisen (finska: Valtiollinen poliisi) under åren 1945 till 1948. Genom Yrjö Leinos tillträde som finländsk inrikesminister i mars 1945 lyckades kommunisterna få kontroll över den statliga polisen, varvid man inledde en kampanj med att avskeda tidigare medarbetare och ersätta dem med Moskvatrogna rekryter. Efter Leinos avgång i maj 1948 beslutade regeringen att avveckla den dåvarande Statspolisen, och istället inrättades 1949 den ännu existerande Skyddspolisen. Internt kallades Statspolisen under denna tid även Stapo II (finska: Valpo II).

## Historik

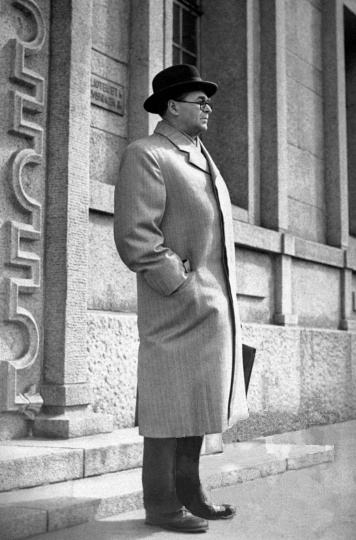
Yrjö Leino kommunistisk inrikesminister och ansvarig för det finländska polisväsendet.

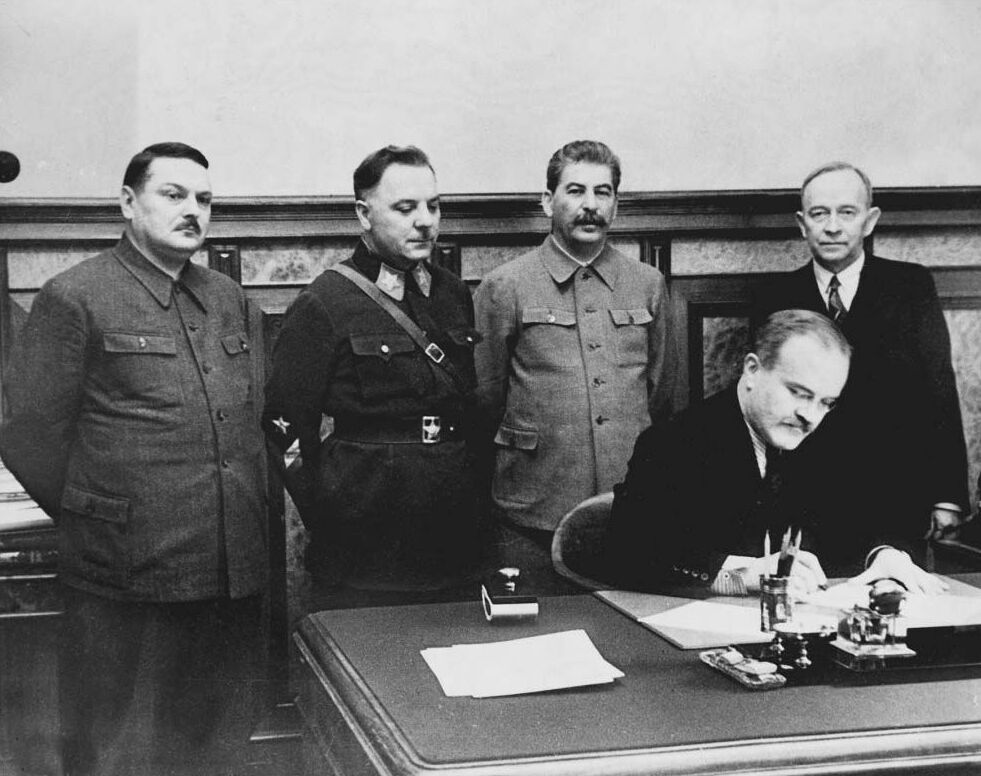
Kontrollkommissionens chef Zjdanov, med Vorosjilov, Stalin, Molotov och Leinos svärfar Kuusinen.

Fortsättningskriget avslutades med den så kallade Mellanfreden i Moskva den 19 september 1944, och som en konsekvens av detta installerades tre dagar senare den sovjetstyrda Kontrollkommissionen i Helsingfors, som under ledning av Andrej Zjdanov skulle övervaka fredsavtalets genomförande. Som ett förspel till att kunna inleda fredsförhandlingar hade Gustaf Mannerheim tillträtt som republikens president den 4 augusti och den 8 augusti hade han tillsatt Regeringen Hackzell, vilken skulle få i uppdrag att åka till Moskva. Då statsminister Hackzell drabbats av ett slaganfall vid fredsförhandlingarna i Moskva fick regeringen ombildas och den 21 september tillträdde en ny regering under Urho Castrén. Regeringen Castrén blev dock inte långvarig utan redan efter två månader ombildades regeringen på nytt, men denna gång med större förändringar. Samlingspartiet avgick ur regeringen som istället skulle ledas av samlingspartisten Juho Kusti Paasikivi som en opolitisk statsminister, men den stora nyheten var istället att kommunisterna blev representerade och fick ministerposter. Kommunistpartiet hade dock bildat enhetsfront och presenterade sig nu istället som Folkdemokraterna.
Inför nyvalet till Riksdagen i mars 1945 ville Folkdemokraterna gå samman med Socialdemokraterna för att bilda en folkdemokrati i Finland, enligt motsvarande princip som SED senare skulle använda i Östtyskland. De finländska socialdemokraterna under ledning av Väinö Tanner var dock inte intresserade av att tillmötesgå dessa önskemål från de moskvatrogna kommunisterna, och motarbetade en sådan utveckling. Konsekvensen blev istället att det efter valet bildades en ny koalitionsregering under Paasikivi, men denna gång med mer inflytelserika poster för Folkdemokraterna som bland annat tog hand om försvars- och inrikesministerierna. Kommunisten Yrjö Leino blev som inrikesminister blev ytterst ansvarig för landets polisväsen.
De rödas misslyckade försök att etablera en socialistisk arbetarrepublik i Finland 1918 utlöste Finska inbördeskriget vilket skapade djup splittring i landet. Detektiva centralpolisen och Statspolisen hade före 1945 varit inriktad på att kontrollera kommunister då dessa ansågs utgöra ett direkt hot mot landets säkerhet. Den nya inrikesministern hade tidigare flera gånger suttit fängslad för kommunistisk verksamhet, men skulle nu leda landets säkerhetstjänst. Vad som följde var massavskedanden av tidigare anställd personal, och de nya medarbetare som anställdes istället var pålitliga kommunistiska kamrater.
Två uppmärksammade affärer som avslöjades av Röda Stapo under denna tid var Operation Stella Polaris och Vapengömmoaffären. Operation Stella Polaris innebar att hela den finländska signalspaningsorganisationen och dess arkiv evakuerades i september 1944 och transporterades över till Sverige i samarbete med svenska C-byrån. Vapengömmoaffären, eller vapensmusselaffären, innebar att stora depåer av vapen hade byggts upp i hemlighet med militär hjälp för att användas vid händelse av en sovjetisk invasion, men i direkt strid med fredsavtalet.
Yrjö Leino hade varit en ledande finländsk kommunist, men utan att tillhöra partiets inre krets. Han var moskvatrogen och under ministeråren gift med Hertta Kuusinen-Leino, dotter till Otto Ville Kuusinen vilken ledde den sovjettrogna Terijokiregeringen under Vinterkriget. När Leino föll i onåd med Moskva tvingades han ändå sitta kvar som minister, vilket skall ha påverkat hans lojalitet mot Sovjetunionen och gjort honom något mer fosterländskt sinnad.
Efter att Parisfreden 1947 fastställt villkoren i fredsavtalet, och Kontrollkommissionen avvecklats, reste Stalin i februari 1948 frågan om ett ömsesidigt försvarsavtal med Finland. Pragkuppen som inträffade bara dagar senare ströp det landets flerpartisystem och förvandlade Tjeckoslovakien till en sovjetisk satellitstat. Rykten florerade om att Leinos hustru i tal offentligt pläderat för att Tjeckoslovakiens väg är också vår väg. Det var mot bakgrund av detta som Yrjö Leino företog sig att varna landets arméchef Aarne Sihvo om risken för en förestående kupp även i Finland. President Paasikivi avböjde att åka till Moskva för att förhandla om ett Vänskaps- och biståndsavtal, och skickade istället en delegation där bland andra Leino ingick. Västvärldens reaktioner på Pragkuppen skall dock ha fått Stalin att prioritera ett snabbt avslut på förhandlingarna med Finland, och istället för sitt eget förslag där Sovjetunionen ensamt skulle avgöra när ett hot mot Finland förelåg accepterade han Paasikivis förslag där Finland skulle få avgöra om man behövde militär hjälp eller inte.
I och med detta beslut hade Stalin tagit sin hand från de finländska kommunisterna, och när man inte längre behövde frukta några sovjetiska motreaktioner avsattes Leino genom en misstroendeförklaring i Riksdagen i maj 1948. Regeringen tog också beslutet att upplösa Statspolisen som myndighet då man ansåg att den med sin dåvarande inriktning förfelade sitt syfte. Istället inrättades 1949 den nya myndigheten Skyddspolisen, utan belastande kopplingar till kommunistpartiet eller Sovjetunionen.